# Unio cariei
Unio cariei is een middelgrote zoetwatermossel uit de familie Unionidae. De soort is endemisch op het eiland Réunion in de Indische Oceaan. Mogelijk is de soort uitgestorven.